# Große kleine Edelsteine
Große kleine Edelsteine ist ein Kinderspiel des österreichischen Spieleautors Wolfgang Warsch. Das Spiel ist für zwei bis vier Mitspieler konzipiert und erschien 2024 bei dem deutschen Verlag Schmidt Spiele. Im selben Jahr wurde es neben den Spielen Die magischen Schlüssel und Taco Katze Pizza Junior für das Kinderspiel des Jahres nominiert.

## Hintergrund und Ausstattung
In dem Spiel Große kleine Edelsteine versuchen die Mitspieler in der Rolle von Kobolden aus einer verdeckten Auslage wertvolle Edelsteine für eine legendäre Königskrone zu finden, die den Vorgaben entsprechen.
Das Spielmaterial besteht neben der Spielanleitung aus einer Kartentafel, einer Königskrone, vier Spielertafeln, 64 Karten, 12 Lupenteilen, 81 Edelsteinplättchen in verschiedenen Formen und einem Aufbewahrungsbeutel für die Edelsteine.

## Spielweise
Das Spiel wird mit zwei bis vier Spielern gespielt, die gegeneinander spielen. Zur Spielvorbereitung bekommt jeder Mitspieler eine Spielertafel und die Kartentafel kommt in die Tischmitte. Die 63 Karten werden gut gemischt, danach werden jeweils sechs rosa, blaue und grüne Karten verdeckt auf die entsprechenden Felder der Kartentafel und die restlichen Karten beiseite gelegt. Alle Edelsteine werden verdeckt auf dem Tisch gemischt und dann um die Kartentafel verteilt. Die Lupenteile und die Königskrone werden bereitgelegt.
Das Spiel wird über sechs Runden gespielt. Jeweils zu Beginn der Runde werden die drei obersten Karten der Kartenauslage umgedreht und offen auf den jeweiligen Stapel gelegt. Danach suchen sich alle Mitspieler gleichzeitig aus den verdeckt liegenden Edelsteinen je drei Steine aus, die sie weiterhin verdeckt auf ihre Spielertafeln legen (im Spiel zu viert werden nur je zwei Steine gewählt). Danach werden die Karten nacheinander abgearbeitet und die Spieler drehen jeweils den ihrer Steine um, den sie für passend halten. Hat der Stein eines Spielers exakt die gleiche Form und das gleiche Symbol wie der Stein auf der Karte, bekommt er die Karte und legt sie bis zum Spielende verdeckt vor sich ab. Hat der Stein eines Spielers die gleiche Form und zeigt eines der beiden Symbole, das am unteren Rand der Karte abgebildet ist (und ist damit etwas größer oder kleiner als der gesuchte Stein), bekommt er ein Lupenteil als Belohnung. Hat ein Spieler sein drittes Lupenteil bekommen, darf er die drei Plättchen gegen eine Karte vom Stapel tauschen. Nach der Wertung der dritten Karte endet die Runde und eine neue Runde wird gestartet.
Das Spiel endet nach sechs Runden, danach kommt es zur Wertung. Die Spieler zählen jeweils die Sterne als Siegpunkte auf den gewonnenen Karten zusammen, einen Extrapunkt gibt es für zwei Lupenteile. Der Spieler mit den meisten Punkten gewinnt das Spiel und bekommt die Krone, bei einem Gleichstand gibt es mehrere Gewinner.

## Ausgaben und Rezeption
Das Spiel wurde von Wolfgang Warsch entwickelt und erschien Anfang 2024 bei dem deutschen Spieleverlag Schmidt Spiele.
Es wurde im Juni desselben Jahres neben den Spielen Die magischen Schlüssel und Taco Katze Pizza Junior für das Kinderspiel des Jahres nominiert. Die Jury begründete ihre Entscheidung wie folgt:

„Formen entdecken und Größen zuordnen, das ist eine ehrwürdige Spielart kindlicher Beschäftigung. Wolfgang Warsch bringt sie zur Vollendung. Von vorn bis hinten, vom Formenreichtum bis zum Belohnungssystem ist ‚Große kleine Edelsteine‘ gut durchdacht. Kinder stürzen sich mit Feuereifer und großer Konzentration auf dieses Schmuckstück von einem Spiel. Es beruhigt, schärft den Blick und entwickelt einen enormen Sog. So geht echte Handwerkskunst.“

Die Spielpädagogin und Mitglied der Jury zum Kinderspiel des Jahres Johanna France betrachtete das Spiel in der spielbox und bezeichnete die Aufgabe, die das Spiel stellt, als „einfach und gleichzeitig reizvoll“. Sie schreibt, dass Erwachsene zwar anfänglich Vorteile haben, diese jedoch durch die Kinder rasch aufgeholt wird.

## Belege
1. 1 2 3 4 5  
Offizielle Spielregeln für Große kleine Edelsteine, Schmidt Spiele 2024
2. ↑  
Versionen von Große kleine Edelsteine in der Datenbank BoardGameGeek; abgerufen am 23. Juni 2024.
3. 1 2  Große kleine Edelsteine auf der Website des Spiel des Jahres e.V.; abgerufen am 23. Juni 2024.
4. ↑  Johanna France: Steinchen schätzen, In: spielbox 3/2024, S. 44.